# 新墨西哥级战列舰
新墨西哥级战列舰是美国建造的一种战列舰。
新墨西哥级战列舰于1914年开工建造，相对宾夕法尼亚级战列舰的设计进行了一些较大的改进，采用“飞剪”型舰艏，提高在大浪中行驶时的稳定性（后来这种舰艏成为美国海军舰船的一种特征）。改用蒸汽轮机—发电机驱动电动机的动力装置，动力系统虽然有改进，但航速提高有限。改用50倍口径身管的14英寸口径主炮，主炮炮塔的布局与宾夕法尼亚级相同。加强水平甲板的防御装甲。同级舰：新墨西哥号(BB40)、密西西比号(BB41)、爱达荷号(BB42)
该级舰1930年代改装中，拆除笼式主桅改建塔式舰桥，改良动力系统，并拆除部分旧式副炮，加装防空火炮。
第二次世界大战爆发时新墨西哥级均在大西洋舰队服役，1941年新墨西哥号开始参加中立巡逻。珍珠港事件后，新墨西哥级战列舰于1942年先后调动到太平洋战区，1943-1944年进行现代化改装。该级舰参加了太平洋战区的数次两栖作战，包括苏里高海峡夜战。新墨西哥号曾在冲绳岛战役中接任美国海军第五舰队司令雷蒙德·斯普鲁恩斯的旗舰。
战争结束后，密西西比号1946年开始作为火炮、导弹靶船，1956年退役被拆毁。该级其它各舰于1947年拆毁。

## 性能数据
- 标准排水量：32,000（改装后35,000吨）；满载排水量：33,000（改装后40,181吨）。
- 舰长190.3米，舰宽29.6米（改装后32.4米），吃水10.4米(最大)。
- 动力：蒸汽轮机带动发电机驱动；主机功率：32,000马力，改装后最大44,000马力（各舰不同）。
- 最大航速：22节；续航力：6400海里/12节（改装后12,750海里/18节）。
- 武备：12门356毫米/50倍口径主炮；22座127毫米口径副炮（第一次改装拆除12-14座）；第二次改装16门127毫米高平兩用砲8×2，40毫米高射炮40-52门，20毫米高射炮40门。
- 装甲：侧舷水线(最大)13.5英寸；炮塔(正面)18英寸；司令塔16英寸；甲板3.5英寸（改装后6英寸）。
- 舰员：设计编制1084人（1945年编制1930人）